# Chelydridae
Chelydridae é uma família de tartarugas típicas das Américas. O grupo contém diversos géneros, mas apenas dois monotípicos são extantes. A família Chelydridae tem, portanto, apenas duas espécies.
As duas espécies de quelidrídeos caracterizam-se pela cabeça relativamente grande e pelas patas, que não retraem totalmente dentro da carapaça. Têm mandíbulas fortes, em forma de gancho, e cauda comprida. O plastrão é pequeno e cruciforme. A Chelydra serpentina habita a América do Norte, da costa do Golfo do México até o sul do Canadá e para oeste até o Colorado. Tem comprimento médio de 45 cm. A Macrochelys temminckii é maior, com 66 cm de comprimento médio, e habita as zonas entre o Illinois e a Georgia.
A família Chelydridae tem uma longa história paleontológica. São conhecidos diversos exemplares fóssies de quelidrídeos das Américas, Ásia e Europa. A espécie mais antiga de quelidrídeo que se conhece é a Emarginachelys cretacea, descoberta em formações do Maastrichtiano (Cretácico) do estado de Montana. O género Chelydropsis inclui as espécies europeias, que viveram entre o Oligocénico e o Pliocénico. Os dois géneros extantes Macrochelys e Chelydra surgiram no Miocénico e Pleistocénico, respectivamente.

## Taxonomia
A espécie Platysternon megacephalum da Ásia, é por vezes incluida neste grupo. O IUCN considera-a numa família à parte.
- Família Chelydridae
- Géneros extintos
  - Acherontemys
  - Chelydrops
  - Chelydropsis
  - Emarginachelys
  - Macrocephalochelys
  - Planiplastron
  - Protochelydra
- Géneros extantes
  - Macrochelys
  - Chelydra